# Gauliga Nordmark 1937/38
Die Gauliga Nordmark 1937/38 war die fünfte Spielzeit der Gauliga Nordmark im Fußball. Im Rahmen des Groß-Hamburg-Gesetzes mussten unter anderem die Harburger und Wilhelmsburger Vereine aus der Gauliga Niedersachsen in die Gauliga Nordmark und deren Unterbau wechseln. Auf Grund dessen wurde die Teilnehmeranzahl um zwei Mannschaften erhöht, so dass jeder Verein erstmals 22 Meisterschaftsspiele bestreiten musste. Die Meisterschaft sicherte sich der Hamburger SV nur durch den besseren Torquotienten gegenüber dem Eimsbütteler TV. Der Hamburger SV qualifizierte sich für die Endrunde um die deutsche Meisterschaft und erreichte dort den vierten Platz. Die Abstiegsränge belegten Phönix Lübeck, der Polizei SV Hamburg und Wilhelmsburg 09. Aus den Bezirksligen stiegen Rasensport Harburg und der SV Schwerin auf.

## Abschlusstabelle
| Pl. | Verein                 | Sp. | S  | U | N  | Tore    | Quote | Punkte |
| --- | ---------------------- | --- | -- | - | -- | ------- | ----- | ------ |
| 1.  | Hamburger SV (M)       | 22  | 19 | 3 | 0  | 103:260 | 3,96  | 41:30  |
| 2.  | Eimsbütteler TV        | 22  | 19 | 3 | 0  | 089:270 | 3,30  | 41:30  |
| 3.  | SV Polizei Lübeck      | 22  | 11 | 3 | 8  | 058:370 | 1,57  | 25:19  |
| 4.  | Holstein Kiel          | 22  | 12 | 1 | 9  | 065:500 | 1,30  | 25:19  |
| 5.  | FC St. Pauli           | 22  | 11 | 2 | 9  | 056:490 | 1,14  | 24:20  |
| 6.  | SC Victoria Hamburg    | 22  | 10 | 2 | 10 | 056:480 | 1,17  | 22:22  |
| 7.  | SK Komet Hamburg (N)   | 22  | 10 | 1 | 11 | 055:780 | 0,71  | 21:23  |
| 8.  | Borussia Harburg (N)   | 22  | 5  | 6 | 11 | 044:620 | 0,71  | 16:28  |
| 9.  | Altonaer FC von 1893   | 22  | 6  | 3 | 13 | 041:730 | 0,56  | 15:29  |
| 10. | BV Phönix Lübeck       | 22  | 5  | 3 | 14 | 040:610 | 0,66  | 13:31  |
| 11. | Polizei SV Hamburg (N) | 22  | 5  | 2 | 15 | 038:660 | 0,58  | 12:32  |
| 12. | Wilhelmsburg 09 (N)    | 22  | 3  | 3 | 16 | 027:950 | 0,28  | 09:35  |

| (M) | Titelverteidiger               |
| (N) | Aufsteiger aus der Bezirksliga |

## Aufstiegsrunde

### Gruppe A
| Platz | Verein                                                                | Spiele | Tore  | Quote | Punkte |
| ----- | --------------------------------------------------------------------- | ------ | ----- | ----- | ------ |
| 1.    | Schweriner SV 03 (Bezirksmeister Mecklenburg)                         | 4      | 12:70 | 1,71  | 5:3    |
| 2.    | FVgg Kilia Kiel (Bezirksmeister Schleswig-Holstein, Staffel Süd)      | 4      | 06:11 | 0,55  | 4:4    |
| 3.    | Rothenburgsorter FK 1908 (Bezirksmeister Groß-Hamburg, Staffel Hansa) | 4      | 08:80 | 1,00  | 3:5    |

### Gruppe B
| Platz | Verein                                                                | Spiele | Tore  | Quote | Punkte |
| ----- | --------------------------------------------------------------------- | ------ | ----- | ----- | ------ |
| 1.    | Rasensport Harburg (Bezirksmeister Groß-Hamburg, Staffel Germania)    | 4      | 16:50 | 3,20  | 5:3    |
| 2.    | VfR Neumünster 1910 (Bezirksmeister Schleswig-Holstein, Staffel Nord) | 4      | 06:11 | 0,55  | 4:4    |
| 3.    | Union 03 Hamburg (Bezirksmeister Groß-Hamburg, Staffel Hammonia)      | 4      | 03:90 | 0,33  | 3:5    |